# Вертикальный сад
Вертикальный сад (зелёная стена, живая стена) — система фитостен или одна фитостена, представляющая совокупность живых растений, размещённых вертикально в специальных конструкциях. На сегодняшний день есть убедительные доказательства того, что вертикальный сад может снижать влияние эффекта городского острова тепла, загрязнение воздуха, шумовое загрязнение.
Вертикальный сад используют для оформления как внешних стен зданий, крыш и различных конструкций, так и внутренних помещений. Идея вертикального сада нашла своё воплощение в творениях французского ботаника и дизайнера Патрика Блана (фр. Patrick Blanc), большинство инсталляций которого находится в Париже. Первая вертикальная инсталляция была создана в 1988 году.
Конструкции вертикальных садов различаются материалами, системой коммуникаций, креплений, технологическими особенностями, при сохранении общего принципа вертикальной направленности, наличию системы жизнеобеспечения. Растения для вертикального сада подбираются индивидуально, в зависимости от конкретных условий и частного художественного решения, в любом случае обычно стараются применять низкорослые или карликовые виды, высотой до 30–35 см.
При оформлении внутренних помещений используются в основном тропические виды растений, внешнее оформление требует растений, выдерживающих наружные климатические условия.

## Функции
Зелёные стены чаще всего встречаются в городских условиях, где растения снижают общую температуру здания. "Основной причиной накопления тепла в городах является инсоляция, поглощение солнечной радиации дорогами и зданиями в городе и накопление этого тепла в строительном материале и его последующее повторное излучение. Однако поверхности растений в результате транспирации не поднимаются более чем на 4-5 °C над окружающей средой и иногда становятся прохладнее".
Живые стены также могут быть средством повторного использования воды. Растения могут очищать слегка загрязнённую воду (например, серую воду), поглощая растворённые питательные вещества. Бактерии минерализуют органические компоненты, чтобы сделать их доступными для растений. В школе Бертши в Сиэтле, штат Вашингтон, проводится исследование с использованием настенной системы GSky Pro, однако в настоящее время общедоступных данных об этом нет. 
Живые стены особенно подходят для городов, так как они позволяют хорошо использовать имеющиеся вертикальные поверхности. Они также подходят в засушливых районах, так как циркулирующая вода на вертикальной стене с меньшей вероятностью испаряется, чем в горизонтальных садах.
Живая стена также может использоваться для городского фермерства, городского садоводства или для своей красоты как искусство. Иногда её строят в помещении, чтобы облегчить синдром больного здания.
Живые стены также предназначены для восстановления плохого качества воздуха, как во внутренних, так и во внешних помещениях.
Зелёные стены обеспечивают дополнительный слой изоляции, который может защитить здания от сильных дождевых вод, что приводит к управлению сильными ливневыми водами и обеспечивает тепловую массу. Они также помогают снизить температуру здания, потому что растительность поглощает большое количество солнечной радиации. Это может снизить потребление энергии и очистить воздух от ЛОС (летучих органических соединений), выделяемых красками, мебелью и клеями. Выделение газов из ЛОС может вызвать головную боль, раздражение глаз, раздражение дыхательных путей и внутреннее загрязнение воздуха. Зелёные стены также могут очистить воздух от плесени в интерьерах зданий, которая может вызвать астму и аллергию. Растительность в зелёных стенах может помочь смягчить эффект острова тепла и внести свой вклад в городское биоразнообразие.
Внутренние зелёные стены могут оказывать терапевтический эффект от воздействия растительности. Эстетическое ощущение и внешний вид зелёных стен являются другими примерами преимуществ, но также влияют на климат в помещении с уменьшением уровня CO2, уровня шума и снижения загрязнения воздуха. Однако для оптимального воздействия на микроклимат в помещении важно, чтобы растения в зелёной стене имели наилучшие условия для роста, как при поливе, подкормке, так и при правильном количестве света. Чтобы добиться наилучшего результата по всем вышеперечисленным направлениям, некоторые системы green wall имеют специальные и запатентованные технологии, разработанные в интересах растений.
В городских районах зелёные стены также обеспечивают акустическую защиту и снижают шум за счёт поглощения звука.

Томас Пью, биогеохимик из Технологического института Карлсруэ в Германии, создал компьютерную модель зелёной стены с широким выбором растительности. Исследование показало, что зелёная стена поглощает диоксид азота и твёрдые частицы. В уличных каньонах, где задерживается загрязнённый воздух, зелёные стены могут поглощать загрязнённый воздух и очищать улицы.